# Лыков-Оболенский, Алексей Фёдорович
Князь Алексей Фёдорович Лыков-Оболенский († 1656) — стольник и воевода, во времена правления Михаила Фёдоровича и Алексея Михайловича.
Старший сын воеводы князя Ф. И. Плащицы Лыкова.
Рюрикович в XXII колене, представитель княжеского рода Лыковых-Оболенских.

## Биография
Стольник, окладом и деньгами не вёрстан (1616). За обедом государя "вина наряжал" (06.08.1621). На первой свадьбе царя Михаила Федоровича с княжной Долгоруковой был в числе поезжан (19.09.1624).
Воевода в Ярославле (1635). Участвовал в церемонии приёма литовского гонца (30.01.1637). Дневал и ночевал при гробе царевича Ивана Михайловича (9.01. и 01.02.1639), нёс тело его из хором в церковь Михаила Архангела (10.01.1639). Нёс тело царевича Василия Михайловича (26.03.1639), дневал и ночевал при гробе его.
Воевода в Рыльске (1639). Послан воеводой в Псков (март 1644), заменён Н.С. Собакиным (14.03.1647).
Вместе с братом Иваном получили вотчины князя Бориса Михайловича Лыкова (1647).
Умер († 1656).

## Семья
Женат на Мавре Колтовской, внучке Ивана Язвицева. 
Дети:
- Алексей († 1667) — стольник.

- Мария († 1673) — жена боярина Степана Лукьяновича Стрешнева († 1666), брата царицы Евдокии Лукьяновны.